# Eclipse solar del 5 de febrero de 2000

Eclipse solar del 5 de febrero de 2000

El 5 de febrero de 2000 tuvo lugar un eclipse solar parcial solo visible en la Antártida. Fue el primero de cuatro eclipses solares parciales de ese año. Tuvo lugar entre las 10:55:44 UTC y las 14:43:10 UTC alcanzando su magnitud máxima del 0,5796 a las 12:49:23 UTC.